# الغدار (قرية)
القدار هي إحدى قرى النوبة والتي تقع في دولة السودان في منطقة دنقلا العجوز. تمثل قرية القدار الحالية جزءاً من مدينة دنقلا العجوز.

### تاريخ المنطقة
تاريخيا المنطقه كانت جزء من حاضرة مملكة النوبة السفلى التي امتدت آنذاك من الشلال الأول وحتى الشلال الرابع. وقد كانت مملكة عظيمة أمتد عمرها ستة قرون متتالية. وكان يطلق على سكانها (المقـرة) التي سميت عليها المملكة فيما بعد بعد اعتناقها للمسيحية حيث كان أهلها يعبدون الكواكب قبل اعتناقهـم المسيحية عام 545 ميلادية.

#### في التاريخ القديم
يقال أن لقمان الحكيم الذي كان مع داود النبي عليه السلام هو من أهل دنقلا العجوز، كما يقال أن سيدنا موسى عليه السلام أقـام فيهم قبل مبعثه إلى فرعون مصر، وب(المقـرة) من حيث النسب ينتمون إلى ولد حام بن نوح.

#### في التاريخ الاسلامي
في سنة 21هـ بعث عمرو بن العاص والي مصر عبد الله بن سعد بن أبي السرح في عشرين ألفاً مـن الجند إلى النوبة فاستعصت عليه أسوار دنقلا العجوز وكان أهلها يجيدون رمي الرماح والسهام بحذق واقـتدار ومهارة حتى سمـوا برماة الحدق من شدة تمرسهم في رميها لذا عقد بن أبي السرح معهم اتفاقية سلمية سميت باتفاقية (البقـت). وقد خلـف عبد الله بن أبي السرح عمرو بن العاص على ولاية مصر وعند ذلك نقض النوبة الصلح الذي جرى بينه وبينهم وأرسلوا سراياهم إلى صعيد مصر وعاثوا بها خراباً فحاصرهم بن أبي السرح وهو على إمارة مصر على عهد خلافة عثمان بن عفان سنة 31 هـ وضرب مدينة دنقلا العجوز بالمنجنيـق وخسف بهم كنيستهم وعـاد وعـقـد معهم إتفاقية أخـرى كتبت على محراب الكنيسة التي حولت إلى مسجد من ذلك التاريخ وفيها «إنكم معاشر النوبة آمنون بأمان الله وأمان رسول الله محمد النبي صلى الله عليه وسلم ألا نحاربكم ولا ننصب لكم حرباً ولا نغزوكم ما أقمتم على الشرائط التي بيننا وبينكم على أن تدخلوا بلدنا مجتازين غير مقيمين فيه وندخـل بلدكـم مجتازين غير مقيمين فيه».

#### أصل التسميه
(البقـت) في لغـة النوبة (الدناقلة) تعنى القسمة العادلة للمنافع والمصالح وليس كما جاء بأقـوال وتفسير بعض المؤرخين الذين اعتقدوا خطأ أنها من أصل اللغة اللاتينية القديمة التي زعموا أنها تعنى (إتفاقية).
ما كلمة (القــدار) الحالية فهى أيضاً من أصل لغة الدناقلة (قــُــدْ آر) وتعنى حجـز الماء في أضيق حيـز ممكن وهـذا في الواقـع يشير إلى موقع (القـدار) الجغرافي وهي منطقة يضيق فيها مجـرى نهـر النيل عـند آثار دنقلا العجوز التاريخية لذلك صارت كلمة (قــُــدْ آر) مع الزمن (القـدار) وهي معلومة يغفلها حتى المؤرخـون المتخصصون في علم التاريخ ممن ليسوا من دنقلا العجوز ولا يفقهون في لغة الدناقلة .

##### تاريخ ديانات أهل المنطقة
لقـد عـرف أهـل دنقلا العجـوز منذ التاريخ القديم بأنهم أهـل عقيدة حيث إنتقلوا من عبادة الكواكب إلى المسيحية التي أسسوا لها دولة مرموقـة سميت دولة المقـرة المسيحية على مدى ستمائة عـام، ومن ثم إنتقلوا سلماً إلى الإسلام فاصبحت مركـزاً ومنارة لحفظة القرآن الكريـم إذ ما زالت مقابر شيوخهـم التسعة والتسعيـن تقـوم عليها القباب المتراصة بمنطقة آثار دنقلا العجـوز الحالية وهـم شيوخ الدعـوة الإسلامية ومعلمو ومدرسو القرآن بإقليم دنقلا كافـة ويطلق عليهم (التسعـة والتسعـون هارون). والهارون تعنى (الداعية) ويقال أن ذلك أخـذ عـن (هارون) أخى موسى عليه السلام الذي كان يـــد موسى عليه السلام اليمنى. إن أصل أهـل القـدار وهـم أحـفـاد حفظة القـرآن الكريم يعـود إلى عـوائـل ذات ديـن وعـقيـدة وهم مـــن (الزياداب) من جـدهـم (زيـادة) و(السواراب) وجـدهـم (سوار الذهـب) و(الحلالاب) وجـدهـم (حلالي) وهكـذا أبناؤهم وفروعهـم وأنسابهم الذين إنتشروا على ضفتى النيل بالقـدار والغابة وحمور وتنقسى والباجـا.

#### نشاطات أهل المنطقة
وقـد ب كان جُــلُ الجيل الحالي منهم يقطن بجزيرة القـدار التي سميت (جزيرة الرحمن) تيمناً برحمة الله عليهم وما أنعـم عليهم من نعـم عـديـدة حيث عرفـت (جزيرة الرحمن) بخيراتها العـديـدة وزروعهـا وبساتينها الوارفــة قبل ما يربـو عـن مائتى عام، ومع تـقـادم الزمان عـاد هؤلاء وانتقلوا إلى منطقة القـدار الحالية التي أنشأ الحكـم التركي المصري بها حـوض لتى الـذي حُـفِـرَِ (حـفيـرُه) من بداية القـدار وحتى نهاية منطقة (ناوا) التي بها (أتـر النبى) أي (أثـر النبى) وهـو إشارة إلى النبى موسى عليه السلام الذي يقال أن سحـرة فرعـون الذين تجمعـوا لمقارعة موسى كانوا من هـذه المنطقة.